# Kameleonowate
Kameleonowate, kameleony (Chamaeleonidae) – rodzina zauropsydów z rzędu łuskonośnych (Squamata), słynąca ze zdolności do zmiany ubarwienia, długiego języka i oryginalnych kształtów ciała. Mają chwytny ogon i palce zrośnięte w rodzaj szczypiec, którymi przytrzymują się gałęzi. Nazwa kameleon wywodzi się z gr. chamailéōn – lew na ziemi.

## Występowanie i biotop
Większość gatunków występuje w Afryce i na Madagaskarze. Nieliczne spotykane są w innych regionach: południowa Europa (1 gatunek), Bliski Wschód (1 gatunek), Indie (1 gatunek), Hawaje (1 podgatunek kameleona Jacksona Chamaeleo jacksonii xantholophus – wprowadzony sztucznie, zaaklimatyzowany) i Cejlon (1 gatunek).
Biotopem kameleonów są tropikalne, wilgotne lasy oraz tereny pustynne i skaliste. Większość gatunków wiedzie nadrzewny tryb życia.

## Opis
Ma ciało mocno bocznie spłaszczone, zwłaszcza część grzbietowa, na której skóra tworzy wysoką, płaską listwę o ostrej krawędzi. Nogi cienkie, tej samej długości, wszystkie palce przeciwstawne, zrośnięte po 2 lub 3 w rodzaj szczypiec, ogon długi i chwytny (poza Brookesia sp.). Głowa kanciasta, sklepiona, często pokryta rogowymi naroślami. Oczy poruszają się niezależnie od siebie, tak że każde może patrzeć w inną stronę. Powieki zrośnięte na tyle, że zostaje tylko niewielki otwór na źrenice. Dzięki takiej budowie oczu i bardzo dobremu wzrokowi mogą bez obracania głowy widzieć wszystko wokół siebie. Ich oczy oprócz podstawowego zestawu barw (niebieski, zielony, czerwony) odbierają jeszcze światło ultrafioletowe. Język bardzo długi, na końcu szeroki, pokryty lepkim śluzem. Długość języka pozwala jaszczurce pochwycić pokarm na odległość zbliżoną do długości jej ciała.

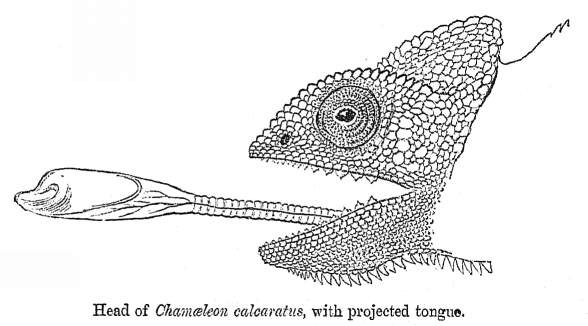
Język kameleona

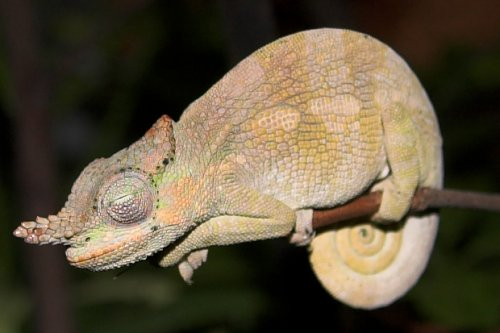
Bradypodion tavetanum

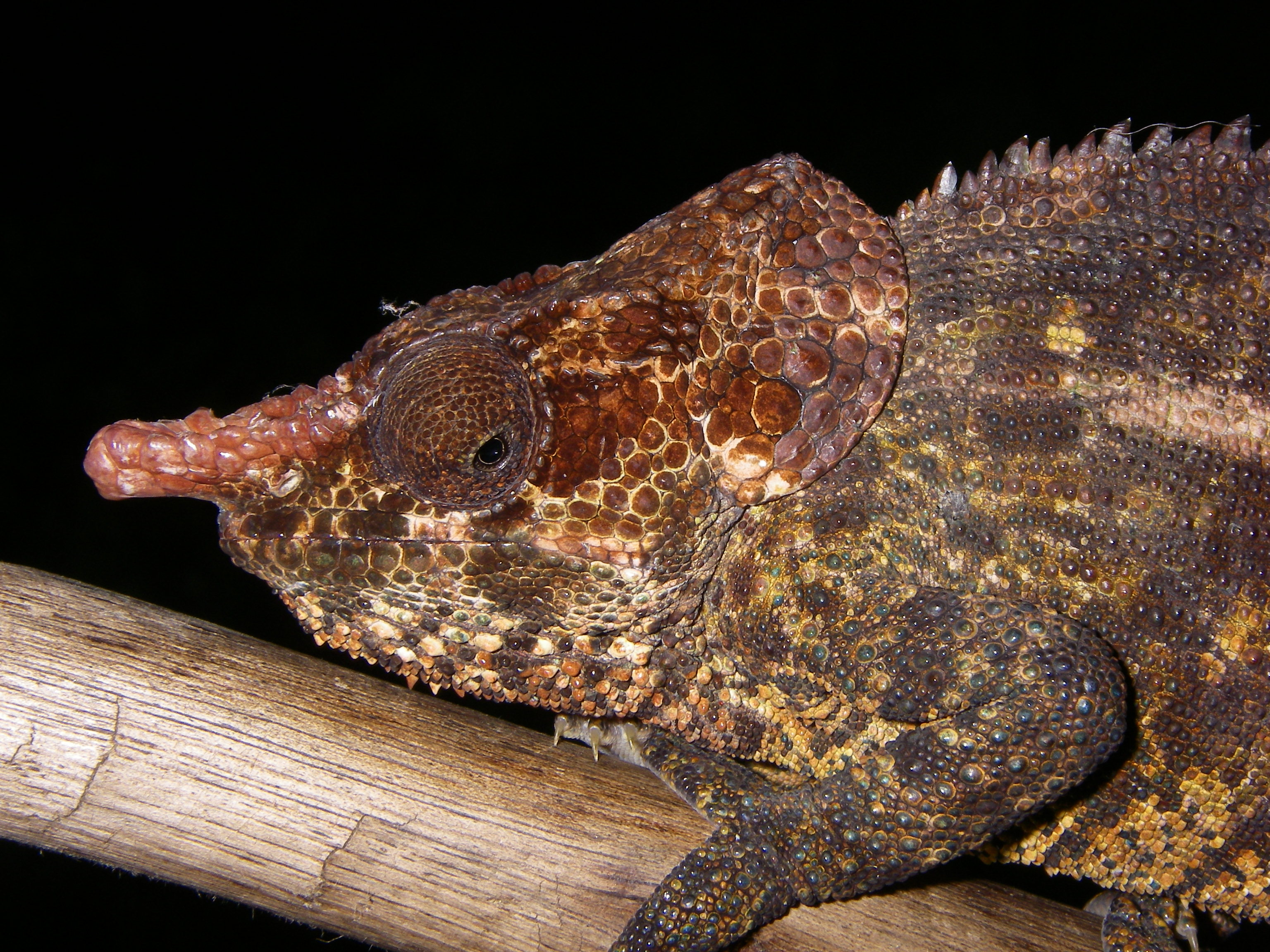
Calumma crypticum

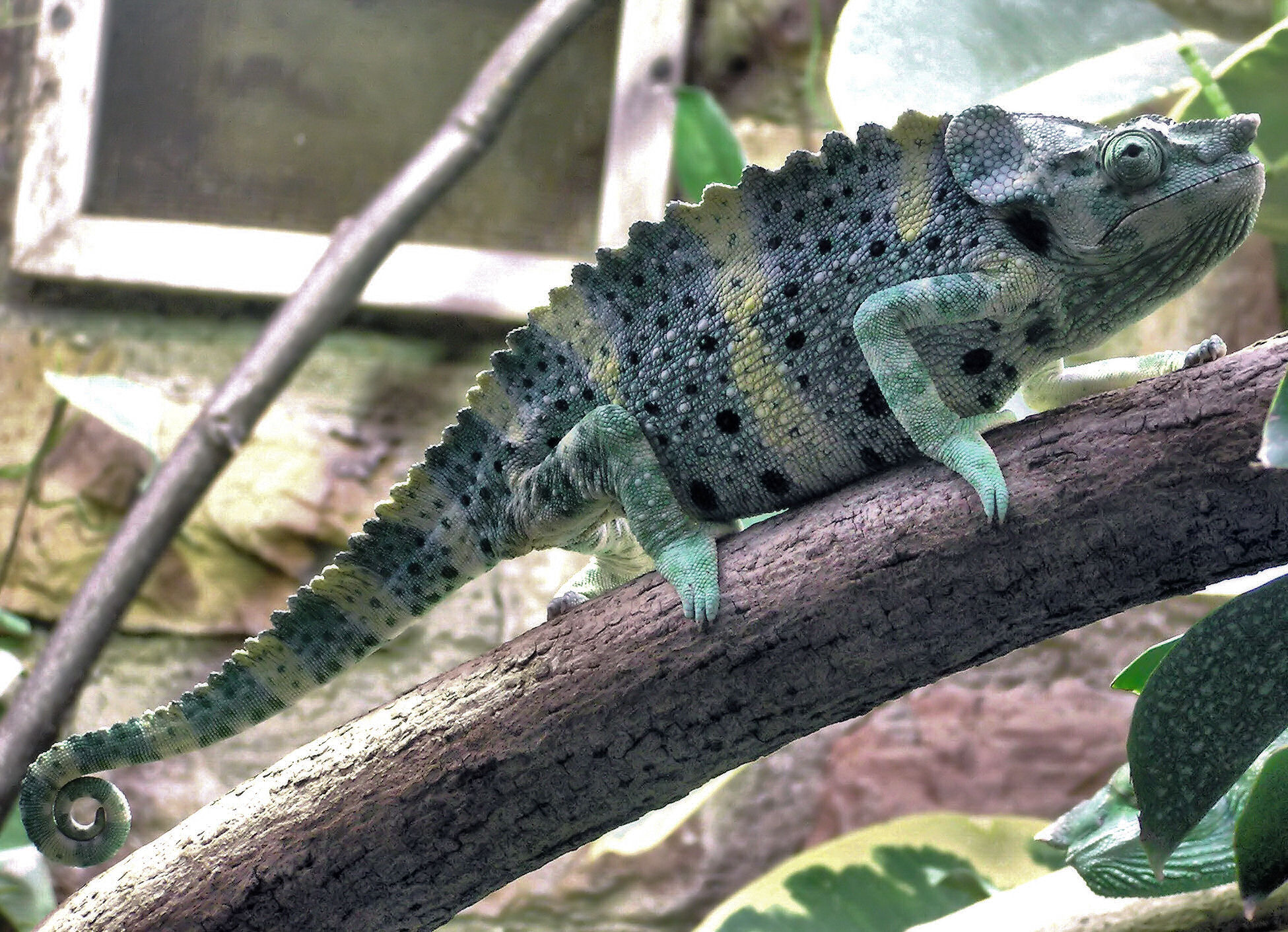
Chamaeleo melleri

RozmiaryDługość od 2,5 do ponad 60 cm.
Masa ciała do jednego kilograma.

PokarmGłównym ich pokarmem są owady i pająki, a większe gatunki zjadają małe ptaki i myszy.
ZachowaniePrzystosowane do życia nadrzewnego, mają pięciopalczaste kończyny, które są doskonałymi narządami chwytnymi, pozwalającymi mocno obejmować gałązki, ale też pomagają sobie chwytnym ogonem, który mogą owijać wokół gałęzi. Są bardzo powolne, potrafią nadymać ciało powietrzem w razie niebezpieczeństwa. Polują wyrzucając błyskawicznie lepki język na odległość do kilkunastu centymetrów. Mają szczególną zdolność zmiany barwy; jednak wbrew popularnym opiniom kameleonowate zazwyczaj nie dostosowują swojej barwy do barwy otoczenia (jest to popularny faktoid) – ich barwa zmienia się wraz ze zmianą stanu fizycznego i emocjonalnego, a także jest formą komunikacji z innymi osobnikami, choć ich naturalny kolor często odpowiada danemu typowi otoczenia, w którym przebywają. Na kolor również wpływa natężenie światła oraz temperatura – zazwyczaj w temperaturze ok. 25 °C odcień jest bardziej zielony, podczas gdy w temperaturze ok. 10 °C odcień skóry szarzeje. Jednak u niektórych gatunków faktycznie występuje dostosowanie koloru do otoczenia, przy czym z uwzględnieniem szczegółów percepcji kolorów przez te drapieżniki, których należy się obawiać. Niektóre kameleonowate stosują mimetyzm, przybierając kształt np. zeschłych liści. Trzymają się określonych rewirów i bronią ich przed intruzami.
RozmnażanieWiększość jest jajorodna, a tylko nieliczne są jajożyworodne.

## Systematyka
Do rodziny Chamaeleonidae zaliczane są następujące rodzaje:
- Archaius Gray, 1865 – jedynym przedstawicielem jest Archaius tigris (Kuhl, 1820)
- Bradypodion Fitzinger, 1843
- Brookesia Gray, 1865
- Calumma Gray, 1865
- Chamaeleo Laurenti, 1768
- Furcifer Fitzinger, 1843
- Kinyongia Tilbury, Tolley & Branch, 2006
- Nadzikambia Tilbury, Tolley & Branch, 2006
- Palleon Glaw, Hawlitschek & Ruthensteiner, 2013
- Rhampholeon Günther, 1874
- Rieppeleon Matthee, Tilbury & Townsend, 2004
- Trioceros Swainson, 1839

## Zagrożenia i ochrona
Na 205 gatunków kameleonowatych sklasyfikowanych w Czerwonej księdze gatunków zagrożonych Międzynarodowej Unii Ochrony Przyrody (IUCN), 9 ma status krytycznie zagrożonych wyginięciem, a 44 to gatunki zagrożone (stan w lipcu 2025).
Wszystkie gatunki z tej rodziny zostały objęte konwencją waszyngtońską CITES (prawie wszystkie obejmuje załącznik II, jeden gatunek – Brookesia perarmata – bardziej rygorystyczny załącznik I).